# Preußische Verfassung (1848/1850)

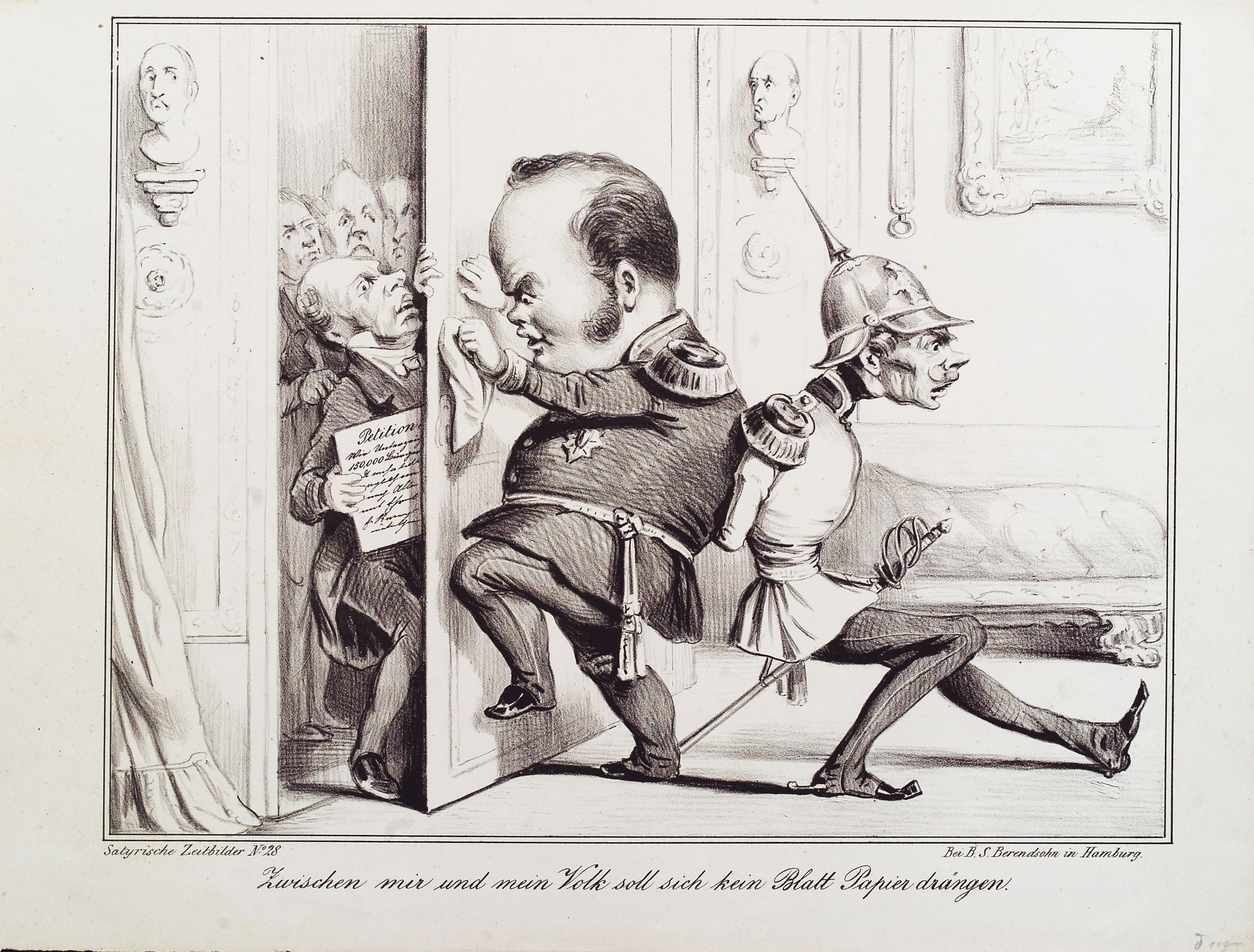
Karikatur von Isidor Popper über Friedrich Wilhelm IV. in kleinkindlichen Körperproportionen und mit einem Gesicht des Kindchenschemas zur Einführung der Verfassung; dem König hilft der Oberkommandierende der preußischen Armee Marschall Friedrich von Wrangel. In: Satyrische Zeitbilder 28, 1848.

Die Verfassung für den Preußischen Staat von 1848 wurde im Rahmen des Konstitutionalismus am 5. Dezember 1848 als Reaktion auf die Märzrevolution in Berlin vom preußischen König Friedrich Wilhelm IV. für den gesamten preußischen Staat oktroyiert. Obwohl nicht, wie vorgesehen, zwischen König und Nationalversammlung vereinbart, übernahm die Verfassung viele liberale Positionen, einen großen Grundrechte-Katalog, verordnete ein Zweikammersystem sowie die Einführung von Schwurgerichten verbunden mit dem Auftrag zur Sicherstellung von Rechtssicherheit und Kontrolle des Monarchen.
Weder die Akzeptanz der Verfassung noch die späteren Reformen dürfen aber darüber hinwegtäuschen, dass Preußen noch weit von einer demokratischen Staatsordnung entfernt war. Dem König stand ein absolutes Veto gegen Gesetze zu. Die Gewaltenteilung war dadurch eingeschränkt, die Rechtsprechung konnte vom Monarchen umgangen werden und das Militär musste als Staat im Staate bezeichnet werden. Das Dreiklassenwahlrecht schränkte die politische Beteiligung der Mittel- und Unterschichten stark ein.
Diese Kritikpunkte an der Verfassung müssen aber auch vor dem Hintergrund der politischen und gesellschaftlichen Situation nach der Revolution von 1848 betrachtet werden. So ist es verständlich, dass für viele Bürger eine „halbliberale“ Verfassung dem weiteren Ausnahmezustand vorzuziehen war.
Die oktroyierte Verfassung wurde vom preußischen König Anfang 1850 in Teilen abgeändert und löste als (Revidierte) Verfassung für den preußischen Staat vom 31. Januar 1850 die Verfassung von 1848 ab.

## Geschichtliche Rahmenhandlung
Der Artikel 13 der Deutschen Bundesakte des Deutschen Bundes von 1815 bestimmte, dass jeder Mitgliedsstaat des Bundes über eine eigene Verfassung verfügen müsse („In allen Bundesstaaten wird eine landständische Verfassung Statt finden.“). Dies galt auch für Preußen. Die Ausarbeitung einer Verfassungsurkunde für den preußischen Staat verzögerte sich jedoch aufgrund der ablehnenden Haltung der preußischen Könige Friedrich Wilhelm III. (Verfassungsversprechen von 1810 und 1815 waren uneingelöst geblieben) und Friedrich Wilhelm IV., welcher sich auf sein Gottesgnadentum berief.
Die Verfassung muss hingegen als Reaktion auf die revolutionären Ereignisse in Deutschland im Allgemeinen und in Berlin im Besonderen betrachtet werden. Bis Mitte März 1848 war Preußen im Gegensatz zu anderen deutschen Staaten und ganz besonders im Gegensatz zu Frankreich „nur in Teilregionen […] von der revolutionären Bewegung erfasst“. Der König verfolgte bis zu dieser Zeit eine Politik der kleinen Zugeständnisse an den liberalen Zeitgeist, um eine Revolution zu verhindern. In diesen Zusammenhang lässt sich beispielsweise das Versprechen der periodischen Einberufung des Landtags am 6. März 1848 einordnen, wenn auch diese Zusage erst kam, „als es schon zu spät war“ und auch ihre Wirkung nicht mehr die erhoffte war.
Nach dem Sturz Metternichs riefen die Berliner Demokraten am 18. März in Berlin zu einer Großdemonstration auf. Unter dem Druck der Ereignisse gewährte Friedrich Wilhelm IV die Pressefreiheit, erließ ein Patent wegen „beschleunigter Einberufung des vereinigten Landtags“ und verlangte weitreichende liberale Reformen. Trotzdem geriet die Demonstration außer Kontrolle, Soldaten schritten ein, Schüsse fielen, ein Barrikadenkampf begann. Der König war gezwungen, am 19. März zu verkünden, dass nach Entfernung der Barrikaden „alle Straßen und Plätze sogleich von den Truppen geräumt werden sollen“.
Eine Proklamation des Königs in der Allgemeinen Preußischen Zeitung vom 22. März versprach weitreichende Zugeständnisse an den Zeitgeist. Die nach demselben Wahlgesetz wie die preußischen Vertreter der Frankfurter Nationalversammlung indirekt gewählte Nationalversammlung wurde von Friedrich Wilhelm IV. dazu beauftragt, eine Verfassung zur Vereinbarung vorzulegen. Die angestrebte Zusammenarbeit zwischen der Preußischen Nationalversammlung und dem königlich-preußischen Ministerium scheiterte jedoch an den unterschiedlichen Vorstellungen des Königs bzw. des Ministeriums und den Mitgliedern der Nationalversammlung. Am 26. Juli legte diese einen Verfassungsentwurf, die sogenannte „Charte Waldeck“ vor, die unter anderem die Abschaffung des königlichen Vetorechts forderte, den Übergang Preußens in eine konstitutionelle Monarchie bedeutet hätte und die er, wie „der König dem Ministerpräsidenten erklärt[e] […] 'niemals und unter keiner Bedingung annehmen würde'“.
Parallel zur vergangenen Zeit seit der Märzrevolution erstarkten die reaktionären Kräfte um den König, was sich bereits anhand der Ernennung des konservativen Grafen Friedrich Wilhelm Graf von Brandenburg als Nachfolger des Ministerpräsidenten Ernst von Pfuel gegen den Willen der Nationalversammlung zeigte. Am 9. November wurde die Nationalversammlung gar „zu ihrer eigenen Sicherheit“ vertagt und nach Brandenburg verlegt.
Einen knappen Monat später, am 5. Dezember, erließ der König nach intensiver Überarbeitung der bisherigen Verfassungsentwürfe durch seine Regierung, vor allem durch Otto Theodor von Manteuffel, eine Verfassung, die, zur Überraschung der Bevölkerung, viele liberale Positionen übernahm und die sich eng an der Charte Waldeck anlehnte. Sie stellte aber zentrale Vorrechte der Krone wieder her. Vor allem das in ihr festgeschriebene Dreiklassenwahlrecht prägte die politische Kultur Preußens bis 1918 entscheidend. 
Die Preußische Nationalversammlung wurde im Mai 1849 aufgelöst, da sie die von der Frankfurter Nationalversammlung beschlossene Reichsverfassung als rechtmäßig anerkannt hatte. Nach Meinung des Königs hatte das preußische Parlament damit seine Kompetenzen überschritten.
Die oktroyierte Verfassung wurde von ihm Anfang 1850 in Teilen abgeändert und trat als (Revidierte) Verfassung für den preußischen Staat vom 31. Januar 1850 in Kraft. Während die siegreiche Reaktion in Österreich die vom Kaiser im Jahr 1849 oktroyierte Verfassung kaum ein Jahr später ersatzlos abschaffte und damit die absolutistische Staatsform wiederherstellte, blieb Preußen bei allen Einschränkungen immerhin ein Verfassungsstaat und eine konstitutionelle Monarchie.

## Bestimmungen im Verfassungstext

### Grundrechte
Die Grundrechte der preußischen Verfassung von 1848 sind, wie sich bereits aus der Überschrift („Von den Rechten der Preußen“) ergibt, ausschließlich Bürgerrechte. Die Bedingungen zu Erwerb und Verlust der Staatsbürgerschaft bestimmt ein Gesetz. Auch wird in Artikel 9 der Verlust der staatsbürgerlichen Rechte durch Richterspruch nach einer begangenen Straftat (bürgerlicher Tod) ausgeschlossen.
In Artikel 4 wird den preußischen Staatsbürgern Gleichheit vor dem Gesetz und ein Verbot der Standesvorrechte versichert.
Die Verfassung gewährleistet die persönliche Freiheit, diese wird jedoch durch das „Gesetz zum Schutze der persönlichen Freiheit“ in Bezug auf Verhaftungen eingeschränkt, da im betreffenden Gesetz die Möglichkeit einer Schutzhaft zur Aufrechterhaltung der „öffentlichen Sittlichkeit, Sicherheit und Ruhe“ eröffnet wird. Der Verhaftete musste schnellstmöglich einem Richter vorgeführt werden.
Die Unverletzlichkeit der Wohnung wird garantiert. Den preußischen Staatsbürgern wird die Wohnung als Privatsphäre zugesichert, die nur durch Gesetze, beispielsweise in Fällen einer Hausdurchsuchung, eingeschränkt werden kann. Eingriffe in das Grundrecht des Briefgeheimnisses, das ebenfalls in Artikel 6 behandelt wird, sind – vergleichbar mit dem heutigen bundesdeutschen Artikel 10 – nur auf richterlichen Befehl, bei Hausdurchsuchungen oder Verhaftungen zulässig. Ein Widerspruch hierzu findet sich jedoch in Artikel 33 der Verfassung: Hier werden strafrechtliche Untersuchungen als Ausnahmefall des Briefgeheimnisses festgelegt, des Weiteren existieren in „Kriegsfällen notwendige[…] Beschränkungen“.
Die Verfassung gewährleistet das Recht der Meinungs- und Pressefreiheit mit einigen Einschränkungen in den Artikeln 24 bis 26. So ist es jedem preußischen Staatsbürger erlaubt, sich „durch Wort, Schrift, Druck und bildliche Darstellung […] frei zu äußern“, jegliche Zensur oder Hemmung des Rechts der freien Meinungsäußerung ist verboten. Die Strafbarkeit von Meinungs- und Pressevergehen erfolgt auf der Grundlage eines „besondere[n] vorläufige[n] Gesetz[es]“. Den Verlegern, Druckern und Verteilern eines jeden Textes, dessen Inhalte gegen Gesetze verstoßen, wird, falls keine weitere Mitschuld besteht, Straffreiheit zugesichert.
Versammlungsfreiheit, also das Recht auf friedliche Versammlungen in geschlossenen Räumen ohne Anmeldung, wird in Artikel 27 gewährleistet. Einschränkungen bezüglich Versammlungen unter freiem Himmel unterliegen dem Gesetz. Bis zu dessen Inkrafttreten müssen Versammlungen unter freiem Himmel mindestens einen Tag zuvor angemeldet werden. Sie dürfen mit Verweis auf eine Gefährdung für die „öffentliche Sicherheit und Ordnung“ abgewiesen werden. Damit ist die Organisation, beispielsweise einer Demonstration im Freien, zwar von der Auslegung der Behörden abhängig, jedoch kann der so Abgewiesene durch eine Petition gegen diese Entscheidung vorgehen, denn „das Petitionsrecht steht allen Preußen zu.“ Nähere Angaben, beispielsweise betreffend der Art der Petition und an welche der beiden Kammern sie gerichtet werden kann, fehlen im Verfassungstext gänzlich.
Jeder Preuße hat gemäß Artikel 7 der Verfassung das unbedingte Recht auf einen „gesetzlichen Richter“, nur ordentliche Gerichte dürfen Strafen gemäß einem Gesetz verhängen.
In Artikel 8 wird den preußischen Staatsbürgern der Eigentumsschutz gewährleistet. Die Unverletzlichkeit des Eigentums ist nur durch Entzug oder Beschränkung aus Gründen des öffentlichen Wohles eingeschränkt. Eine verpflichtende Entschädigung ist an den Geschädigten zu zahlen. Damit gleicht der Eigentumsschutz in der preußischen Verfassung von 1848 aktuellen Regelungen.
Der Artikel 11 garantierte die Freiheit der Auswanderung; in der revidierten Fassung konnte sie von Staatswegen nur in Bezug auf die Wehrpflicht beschränkt werden.
Die freie Religionswahl und -Ausübung, ebenso wie das Recht, sich in religiösen oder anderen Gesellschaften zu vereinigen, sind gewährleistet. Des Weiteren beschäftigen sich die Artikel 11 bis 16 mit der Koexistenz von Religion und Staat. Der preußische Staat gewährleistet alle staatsbürgerlichen Rechte unabhängig von der Religion des Einzelnen, gleichzeitig darf die Religionsausübung jedoch die staatsbürgerlichen Pflichten nicht behindern. Alle Religionsgesellschaften (mit besonderer Betonung der „evangelischen und römisch-katholischen Kirche“ im Verfassungstext) üben ihre Rechte (beispielsweise die Besetzung kirchlicher Stellen) autonom aus, für die Veröffentlichung ihrer Anordnungen gelten dieselben Regeln wie für normale Veröffentlichungen. Eine obligatorische Zivilehe existiert als Voraussetzung einer religiösen Eheschließung, die religiöse Eheschließung ist aber für die rechtliche Gültigkeit der Ehe unbedeutend.
Der preußische Staat gewährleistet die Unabhängigkeit der Wissenschaft und der Lehre. Jeder preußische Jugendliche hat ein Grundrecht auf allgemeine, kostenfreie Bildung an öffentlichen Volksschulen; eine Schulpflicht besteht. Die Gründung von privaten Unterrichtsanstalten ist gewährleistet, die Voraussetzung für die Arbeit als Lehrer an öffentlichen oder privaten Schulen ist der Nachweis der „sittlichen, wissenschaftlichen und technischen Befähigung“ bei den zuständigen Staatsbehörden. Der Religionsunterricht an Volksschulen unterliegt den Religionsgesellschaften. Die Lehrer an öffentlichen Schulen sind Staatsdiener, ihnen wird vom Staat ein ausreichendes Gehalt gewährt. Die Leitung öffentlicher Schulen und die Auswahl der Lehrer sowie die finanzielle Verpflichtung für die Unterhaltung der Schulen obliegt den Gemeinden.
Die persönliche Freiheit, die Unverletzlichkeit der Wohnung, das Briefgeheimnis, das Recht auf einen gesetzlichen Richter, die Meinungsfreiheit, die Pressefreiheit, die Bestrafung von Pressevergehen, die Versammlungsfreiheit und das Recht auf Vereinigung in Gesellschaften dürfen auf der Basis des Artikels 110 der preußischen oktroyierten Verfassung von 1848 im Falle eines „Krieges oder Aufruhrs […] zeit- und distriktweise außer Kraft gesetzt werden“.

### Gesetzgebung und Kammern
Die Legislative obliegt dem König und beiden Kammern, das waren als erste Kammer das Preußische Herrenhaus und als zweite Kammer das Preußische Abgeordnetenhaus. Durch die Aufteilung der Gesetzgebung ist das Prinzip der Gewaltenteilung stark eingeschränkt verwirklicht, da dem König allein gleichzeitig die exekutive Gewalt und das Bestimmungsrecht der Judikative zusteht.
Gewaltenverschränkung zwischen Legislative und Exekutive findet nur eingeschränkt statt, da die Minister, wenn auch dem Parlament gegenüber verantwortlich, nicht durch Ernennung oder Entlassung abhängig sind. Der König kann „in dringenden Fällen, unter Verantwortlichkeit des gesamten Staatsministeriums [das durch Entlassung vom König abhängig ist], Verordnungen mit Gesetzeskraft erlassen“, die „aber den Kammern bei ihrem nächsten Zusammentritt [den der König durch Auflösung der Kammer um 60 Tage aufschieben kann] zur Genehmigung vorzulegen“ sind.
Die Gesetzesinitiative liegt beim König und den beiden Kammern gleichermaßen. Ein und derselbe Gesetzesantrag kann nur einmal pro Sitzungsperiode vorgeschlagen werden. Am Anfang eines Gesetzesantrags durch eine Kammer steht deren Einberufung durch den König, die immer bei beiden Kammern gleichzeitig stattfinden muss. Die Kammern werden allein durch den König „eröffnet, vertagt (für 30 Tage und nur einmal pro Sitzungsperiode) und geschlossen“, außerdem kann der König beide oder eine Kammer jederzeit auflösen, um sie nach maximal 40 Tagen wiederwählen zu lassen und nach maximal 60 Tagen erneut zu versammeln. Im November jeden Jahres müssen die Kammern einberufen werden. Nach der Einberufung entscheiden sie über eigene Gesetzesanträge auf Initiative des Präsidenten oder mindestens 10 Mitgliedern in einer geheimen Sitzung oder stimmen über Gesetzesanträge des Königs oder der anderen Kammer nach dem Prinzip der absoluten Mehrheit ab. Um eine Abstimmung durchzuführen, muss die Mehrheit der Mitglieder einer Kammer anwesend sein. Zum Erlass eines Gesetzes müssen alle drei Parteien zustimmen, sie sind so im Gesetzgebungsprozess völlig gleichberechtigt. Somit fällt beiden Kammern und dem König ein Vetorecht auf neue Gesetze zu. Die Verfassung selbst ist „auf dem ordentlichen Weg der Gesetzgebung“ änderbar. Ein unveränderlicher Verfassungskern existiert dabei nicht.
Geschäftsgang und Geschäftsordnung sowie Wahl des (Vize-)Präsidenten, ihres Schriftführers und Entscheidungen betreffend ihre Mitglieder fällen die Kammern autonom. Sie dürfen außerdem Schriften an den König richten und Untersuchungskommissionen bilden.
Ein beschlossenes Gesetz muss, um Gültigkeit zu erlangen, „in der vom Gesetz vorgeschriebenen Form bekannt gemacht worden“ sein. Die Verkündigung des Gesetzes ist Aufgabe des Königs. Theoretisch kann der König durch Verzögerung der Verkündigung eines Gesetzes somit dessen Verbindlichkeit aufschieben.
Die 180 Mitglieder der ersten Kammer, preußische Staatsbürger seit mindestens fünf Jahren im Alter von über 40 Jahren, werden von den Wählern indirekt auf 6 Jahre gewählt, als Wahlmänner fungieren Provinzial-, Bezirks- und Kreisvertreter. Wahlberechtigt zur Wahl der ersten Kammer ist jeder preußische Staatsbürger, der mindestens dreißig Jahre alt ist und einen „jährlichen Klassensteuersatz von mindestens acht Thalern zahlt, oder einen Grundbesitz im Werthe von mindestens 5000 Thalern oder ein reines jährliches Einkommen von fünfhundert Thalern nachweist“. Damit handelt es sich bei der ersten Kammer um ein indirekt durch Zensuswahlrecht gewähltes Parlament.
Die zweite Kammer, bestehend aus 350 Mitgliedern, die mindestens 30 Jahre alt und seit mindestens einem Jahr preußische Staatsbürger sein müssen, wird über Wahlmänner gewählt. Zu deren Wahl ist jeder „selbstständige“ preußische Staatsbürger, der keine Armenunterstützung erhält, berechtigt. Ein „Wahlausführungsgesetz“ bestimmt weitere Einzelheiten der Wahl. Die Legislaturperiode der zweiten Kammer dauert drei Jahre. Die Abgeordneten fungieren hierbei als „Vertreter des ganzen Volkes“.
Die Mitglieder beider Kammern besitzen ein freies Mandat, stimmen also „nach ihrer freien Überzeugung“. Zugleich sind sie verpflichtet, „dem König und der Verfassung Treue und Gehorsam zu schwören“.
Den Parlamentariern stehen Indemnität und eingeschränkte Politische Immunität zu. Die Immunität der Abgeordneten gilt nur während der Sitzungsperiode und für den Fall, dass der Parlamentarier nicht innerhalb eines Tages nach Begehen der Straftat gefasst wird. Auf Verlangen der betroffenen Kammer muss jedoch das Strafverfahren gegen deren Mitglied kurzfristig ausgesetzt und die Haft für die Zeit der Sitzung der Kammer beendet werden. Die Mitglieder der zweiten Kammer erhalten Reisekosten und Diäten, die der ersten erhalten keine.

### Exekutive und Verwaltung
Als oberstes Exekutivorgan fungiert der König, der bei Antritt der Regentschaft einen Eid auf die Verfassung schwört. Unter anderem dieser Verfassungseid kennzeichnet das Preußen nach 1848 als konstitutionellen Monarchie, wobei die Präambel aber zugleich in Nachfolge des absolutistischen Machtanspruchs steht: „Wir Friedrich Wilhelm, von Gottes Gnaden“. Der König genießt Immunität („Die Person des Königs ist unverletzlich“). Der König hat das Recht, ohne Einbezug einer Kammer, „Krieg zu erklären, Frieden zu schließen und Verträge mit fremden Regierungen zu errichten“ gleichwohl ist zum Abschluss von Handelsverträgen oder anderen Verträgen, die den Staat oder die Staatsbürger belasten oder verpflichten sowie für die Herrschaft über ein fremdes Land die Zustimmung der Kammern nötig. Die Außenpolitik ist somit in großen Teilen der parlamentarische Kontrolle entzogen. Des Weiteren obliegt allein dem König das Münzrecht. Die Regentschaft geht jeweils an den ältesten Sohn des Königs weiter. Falls nicht zuvor „durch ein besonders Gesetz für Beides Vorsorge getroffen“ worden ist, bestimmen beide Kammern die Regentschaft und Vormundschaft des Königs im Falle dessen Minderjährigkeit (im Alter unter 18 Jahren) oder dessen Regierungsunfähigkeit.
Dem König untergeordnet sind seine Minister, über deren Ernennung, Entlassung und Anzahl er frei bestimmen darf. Die Minister sind den Kammern gegenüber verantwortlich und auskunftspflichtig über eingehende Beschwerden, die sie erhalten. Außerdem kann ihre Gegenwart von einer Kammer jederzeit verlangt werden. Die Minister müssen aber auch von den Kammern gehört werden, wenn sie es selbst verlangen. Eine Immunität der Minister (für den Fall, dass sie nicht Mitglied einer Kammer sind) ist im Verfassungstext nicht spezifisch geregelt, sie können aber „durch Beschluss einer Kammer wegen des Verbrechens der Verfassungsverletzung, der Bestechung und des Verrathes angeklagt werden“, worüber der oberste Gerichtshof zu entscheiden hat.
Die Finanzverwaltung und der Etat des Staates unterliegen weitreichender parlamentarischer Kontrolle. Der Etat wird ein Jahr im Voraus durch ein Gesetz bestimmt. Alle Stellen im Staatsdienst werden vom König besetzt. Da Steuern und Abgaben nur durch Aufnahme in den Staatshaushalt oder durch ein Gesetz erhoben werden dürfen, ist deren Erhebung nur durch Zustimmung des Königs und beider Kammern verfassungskonform. Auch die Aufnahme von Staatsanleihen und Staatsgarantien bedarf der Zustimmung der drei legislativen Organe. „Bevorzugungen“ im Steuerwesen sind nach der Verfassung nicht erlaubt. Die Ober-Rechnungskammer prüft den Etat des vergangenen Jahres und legt ihn den Kammern vor, die die Regierung entlasten und im Falle einer Etatsüberschreitung nachträglich zustimmen müssen. Zu allen wichtigen staatshaushaltlichen Entscheidungen ist somit die Zustimmung beider Kammern erforderlich.
Die Gebietskörperschaften Preußens sind Provinzen, Bezirke, Kreise und Gemeinden. Damit sind die Grundlagen für die Subsidiarität im preußischen Staat gelegt, wie auch daraus hervorgeht, dass die „aus gewählten Vertretern bestehende[n] Versammlungen“ „über die inneren und besonderen Angelegenheiten der Provinzen, Bezirke, Kreise und Gemeinden beschließen“, also ihre eigenen Angelegenheiten selbstständig entscheiden dürfen. Die Grenzen der vertikalen Gewaltenteilung, also wann „die Beschlüsse der Gemeinden-, Kreis-, Bezirks- und Provinzialvertretung der Genehmigung einer höheren Vertretung oder der Staatsregierung unterworfen sind“ bestimmt ein Gesetz. Die Gebietskörperschaften müssen des Weiteren über ihren Etat gegenüber der Staatsregierung Rechenschaft ablegen. Auch die Verwaltung der Ortspolizei in Städten unter 30.000 Einwohnern unterliegt der Gemeinde.
Wie auch die Vorsteher der Gebietskörperschaften, mit Ausnahme der Gemeinden (deren Vorsteher „von den Gemeindemitgliedern gewählt“ werden), werden allgemein alle Stellen im Staatsdienst vom König besetzt. Die Staatsbeamten „haben dem König und der Verfassung Treue und Gehorsam zu schwören“. Es soll Rücksicht auf den Beamtenstatus der Staatsdiener genommen werden, ihnen soll „gegen willkürliche Entziehung von Amt und Einkommen angemessener Schutz gewährt“ werden. Auch die Beamten, die vor der Verfassungsgebung angestellt waren, sollen hierbei berücksichtigt werden. Alle Beamten sind aufgrund von „durch Überschreitung ihrer Amtsbefugnisse verübten Rechtsverletzungen gerichtlich zu belangen“. Dafür ist keine „vorgängige Genehmigung der Behörden“ notwendig, Beamten sind damit jedem Bürger in Fällen gerichtlicher Verfolgung gleichgestellt.

### Judikative
„Die richterliche Gewalt wird im Namen des Königs […] ausgeübt.“
Der König hat das Recht, alle Richter auf Lebenszeit zu ernennen. Ein Recht zur Entlassung steht ihm jedoch nicht zu. Damit sind die Richter, sobald im Amt, unabhängig in ihren Entscheidungen. Sie können durch Richterspruch aufgrund gesetzlich festgelegter Gründe des Amtes ganz oder zeitweise enthoben, versetzt oder pensioniert werden. Die Voraussetzungen (beispielsweise betreffend der Ausbildung) zur Arbeit als Richter bestimmt ein Gesetz. Eine davon ist, gesetzlich geregelte Ausnahmen ausgenommen, dass der Richter kein weiteres besoldetes Staatsamt wahrnimmt.
Dem König obliegt das Recht, Begnadigungen und Strafmilderungen ohne Einbezug der Gerichte auszuüben. Die Begnadigung oder Strafmilderung von angeklagten Ministern bedarf aber der Zustimmung der anklagenden Kammer.
Die Organisation und die Regelungen der Zuständigkeit und Kompetenzen der einzelnen Gerichte wird nicht in der Verfassung selbst, sondern mit Verweis auf entsprechende Gesetze geregelt. Die beiden obersten Gerichtshöfe werden zu einem einzigen vereint; das Recht der Normenkontrolle besitzt der oberste Gerichtshof nicht.
Grundsätzlich, wenn nicht durch ein öffentliches Urteil aufgrund von Gefahr der staatlichen Sicherheit und Ordnung anders bestimmt, verlaufen straf- und zivilrechtliche Verhandlungen öffentlich. Damit unterliegen Richtersprüche grundsätzlich der Kontrolle der öffentlichen Meinung und der „vierten Gewalt“, der Medien. Geschworenengerichte urteilen in Fällen von schweren Straftaten, politischen Vergehen und Pressevergehen.

### Militär und Bürgerwehr
Die Streitkräfte bleiben unter der Befehlsgewalt des Königs, so führt dieser den „Oberbefehl über das Heer“. Eine parlamentarische Kontrolle des Heeres findet nicht statt. Im „Kriege und im Dienste“ unterliegt es der „Militär-Kriminal-Gerichtsbarkeit“ und außer Dienst nur unter Beibehaltung dieser den „allgemeinen Strafgesetzen“. Beim Militär haben die allgemeine Gesetze somit nur beschränkte Gültigkeit, auch die Grundrechte sind eingeschränkt. Die „militärischen Disziplinar-Vorschriften“ dürfen die persönliche Freiheit, Unverletzlichkeit der Wohnung, das Briefgeheimnis, Versammlungsfreiheit und die freie Vereinigung in Gesellschaften brechen. Der Artikel 108 der oktroyierten Verfassung schloss eine Vereidigung des Militärs auf die Verfassung aus. Der Einsatz des Heeres im Inneren zur „Unterdrückung innerer Unruhe und zur Ausführung der Gesetze“ wird in einem Gesetz geregelt, ein Einsatz muss von Behörden angeordnet werden. Ohne „Berathung [der] militärischen Befehle und Anordnungen“ müssen Befehle an stehendes Heer oder Landwehr befolgt werden, ein Gehorsamsverweigerungsrecht bei unrechtmäßigen Befehlen besteht somit nicht.
Die preußische Armee besteht aus „dem stehenden Heere, der Landwehr, der Bürgerwehr“ und dem Heer der Wehrpflichtigen.

### Bestimmungen über Grundeigentum
Lehen und Fideikommisse, zwei Rechtsformen der Organisation von Grundeigentum, werden in der preußischen Verfassung, nachdem vor allem an Fideikommissen „mit dem Aufkommen des Liberalismus Kritik […] wach“ geworden war, verboten und bestehende Lehen und Fideikommisse aufgelöst. Damit unterliegt das „Recht zur freien Verfügung über das Grundeigentum“ „keinen Beschränkungen, als denen der allgemeinen Gesetzgebung“. Gleichzeitig stellen die „Thronlehen“ und „das Königliche Haus- und Prinzliche Fideikommiß“ eine Ausnahme zu dem Verbot dieser Rechtsverhältnisse dar. Sie sollen „durch besondere Gesetze geordnet werden“. Viele Rechte der ehemaligen Grundherren werden nun gesetzlich verboten, so die „Gerichtsherrlichkeit“ und die „gutsherrliche Polizei“ sowie „Erbunterthänigkeit“ und „Steuer- und Gewerbe-Verfassung“.

### Übergangsbestimmungen
Einige Bestimmungen in der preußischen oktroyierten Verfassung von 1848 betreffen vor allem die Verfassung selbst, oder regeln übergangsweise die staatliche Organisation.
So bleiben alle Gesetze, Verordnungen, Steuern und Abgaben sowie Behörden, die mit der Verfassung vereinbar sind, bestehen. Eine Revision der Verfassung findet „sofort nach dem ersten Zusammentritt der Kammern“ auf dem ordentlichen Wege der Gesetzgebung statt. Ein weiterer Artikel betrifft eine mögliche Verfassung ganz Deutschlands. Für den Fall, dass diese Änderungen der preußischen Verfassung erfordern sollte, „wird der König dieselben anordnen und […] den Kammern […] mittheilen“. Die Kammern sollen „Beschluss darüber fassen, ob die vorläufigen [vom König angeordneten] Abänderungen mit der deutschen Verfassung in Übereinstimmung stehen“. Damit liegt die Initiative für eine Verfassungsänderung zugunsten einer deutschen Verfassung allein beim König, und nicht, wie bei jeder anderen Verfassungsänderung, bei allen drei legislativen Organen.

### Das Dreiklassenwahlrecht

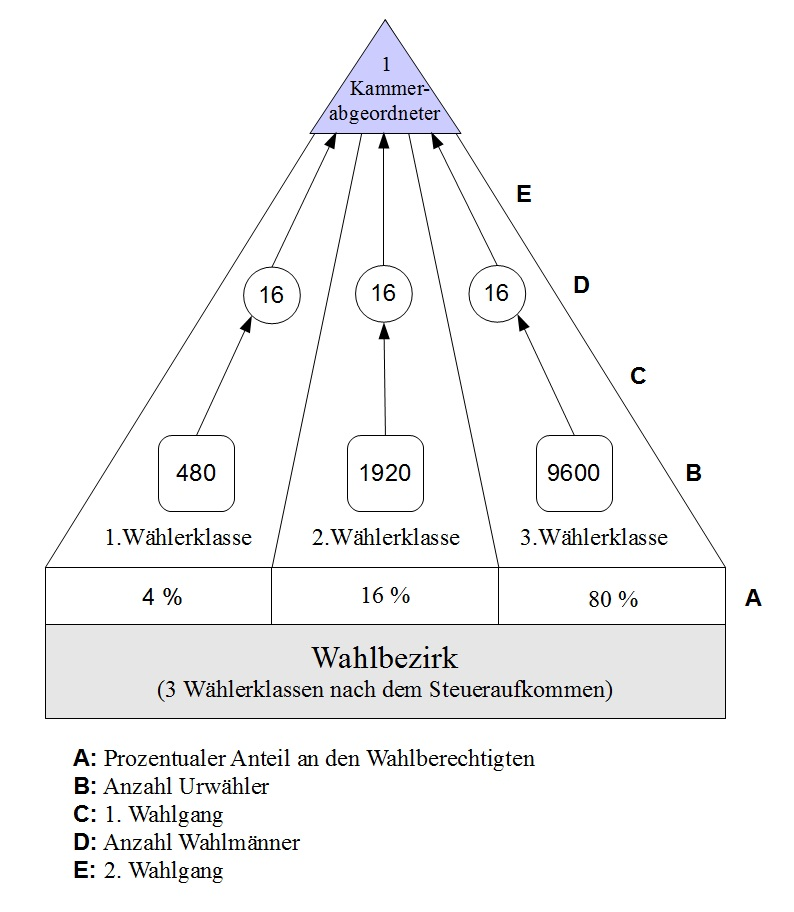
Der Anteil der Wählerstimmen an der Wahl nach dem preußischen Dreiklassenwahlrecht von 1849

Noch in der Verfassung vom 5. Dezember war von einem „Wahl-Ausführungsgesetz“ die Rede, das „Nähere[s] über die Ausführung der Wahlen zu beiden Kammern bestimmt“. Im Fall der zweiten Kammer kam es nicht so. Statt auf dem Wege eines Gesetzes durch Kompromiss zwischen dem König und beiden Kammern, trat die „Verordnung betreffend die Ausführung der Wahl der Abgeordneten zur Zweiten Kammer vom 30. Mai 1849“, vom König allein beschlossen, in Kraft. Er bezog sich dabei auf den Artikel 105 der Verfassung, der Notverordnungen mit Gesetzeskraft ohne Einbezug des Parlaments erlaubt. Begründet wurde die Einführung eines nach Steuerklassen gestaffelten Wahlrechts mit der Unterscheidung der „Kräfte der Staatsbürger“, die „teils physischer oder materieller, teils geistiger Art“ sind. Je nach staatsbürgerlicher Kraft ergibt sich dann ein höheres Gewicht der Wählerstimme. Ein weiterer Grund liegt darin begründet, dass „in den ärmeren Mitgliedern der Staatsgesellschaft die größere Summe der physischen, so in den reicheren das höhere Maß der geistigen Kräfte zu liegen pflegt, und somit dasjenige Gewicht, welches man anscheinend dem materiellen Vermögen beilegt, – in der Tat der höheren Intelligenz zugute kommt.“ Überlegungen, „ob nicht ein anderer Wahlmodus, namentlich der der Auftheilung nach bestimmten Klassen […] vorzuziehen“ sei, erwähnt bereits die Verfassung von 1848.
Abweichend von den Bestimmungen der Verfassung über die Wahl zur zweiten Kammer bestimmt folgender Satz die Wahlordnung, der das Dreiklassenwahlrecht begründete: „Die Urwähler werden nach Maßgaben der von ihnen zu entrichtenden direkten Staatssteuern (Klassensteuer, Grundsteuer, Gewerbesteuer) in drei Abtheilungen getheilt, und zwar in der Art, daß auf jede Abtheilung ein Drittheil der Gesamtsumme der Steuerbeträge aller Urwähler fällt.“ Die Gewichtung der Stimmen zwischen der ersten und dritten Steuerklasse entspricht dem Faktor 20, ergo ist die Stimme eines Wählers der ersten Steuerklasse äquivalent zu den Stimmen von 20 Wählern der dritten Steuerklasse, was zu einer massiven Verfälschung des eigentlichen Wählerwillens führte.

## Vergleich mit den Märzforderungen
Um die Frage danach zu stellen, ob und in welchem Maße die preußische oktroyierte Verfassung, wie von vielen Historikern behauptet, „modern“, aus der „begrenzten Sicht Preußens ein großer Fortschritt“ war, oder „keineswegs einen eindeutig reaktionären Charakter“ besitzt, muss sie aber nicht nur mit aktuell geltenden rechtsstaatlichen Vorstellungen in Verbindung gesetzt werden, wie in den vorherigen Kapiteln geschehen, sondern es gilt auch festzustellen, inwieweit sie den fortschrittlichen Gedanken ihrer Zeit genügte. Die verschiedenen Auffassungen und Definitionen der Märzforderungen allgemeingültig zu definieren, muss aber allein aufgrund der Heterogenität der revolutionären Gruppierungen als beinahe unmöglich bezeichnet werden. Gleichwohl existieren aber grundlegende Forderungen, die annähernd alle liberal und demokratisch gesinnten Revolutionäre in ihren Forderungen geführt haben. Sie sind in den „Forderungen von Mannheim“ zusammengefasst: Die Schlagworte waren Volksbewaffnung, Geschworenengerichte, ein deutsches Parlament und Pressefreiheit, verbrieft in einer Verfassung. Diese Forderungen dürfen, eventuell ergänzt durch Versammlungsfreiheit, als die Kernforderungen der Märzrevolution gelten.
Vor allem bedeutet bereits die Existenz einer Verfassung, wenn auch mit absolutistischen Herrschaftsansprüchen, einen großen Schritt Preußens in den Konstitutionalismus; die Macht des Königs war nun von der Verfassung beschränkt. Die Verfassung selbst enthielt sehr fortschrittliche Artikel betreffend der Grundrechte, beispielsweise der Presse- und Versammlungsfreiheit, die aber im Falle eines Notstandes mit einigen anderen Grundrechten zusammen außer Kraft gesetzt werden können. Der Forderung nach Geschworenengerichten kommt die Verfassung nach. Sie entscheiden in Fällen von schweren Verbrechen und politischen oder Pressedelikten. Der Wunsch nach Volksbewaffnung wird in der Verfassung so nicht übernommen. Indes entstehen Bürgerwehr und eine allgemeine Wehrpflicht, gleichwohl nicht selbstständig, sondern den militärischen Befehlen und Anordnungen unterworfen. Durch deren Existenz wird der Machtfülle des stehenden Heeres ein gewisser Ausgleich entgegengesetzt.
Zuletzt bleibt die Forderung nach einem nationalen Parlament für ganz Deutschland. Dieses trat zwar im Mai zusammen; als das Ergebnis der Bemühungen, ein Nationalstaat unter Führung Friedrich Wilhelms IV, präsentiert wurde, lehnte der preußische König aber ab. Auch Änderungen der preußischen Verfassung zugunsten einer deutschen Verfassung unterliegen seiner Initiative.
Die Verfassung zeigt in vielen Punkten ein Entgegenkommen an die liberalen Forderungen. Die demokratischen Mängel der Verfassung liegen weniger bei den Änderungen zugunsten der Märzrevolution, von dem Recht des außer Kraft Setzens der meisten Grundrechte im Falle eines Krieges oder Aufruhrs einmal abgesehen, sondern betreffen die Gewaltenteilung und -kontrolle, das Notverordnungsrecht, die Untergrabung der Judikative durch den König, Auflösung der Kammern und deren Wahlmodus.

## Fazit
Vor dem Hintergrund der zurückgewonnenen Macht des Königs in den Jahren 1849/50 wirkt die Verfassung wie ein Intermezzo des Konstitutionalismus im absolutistischen Preußen. Wenige – symbolische – Elemente der Verfassung fielen der Konterrevolution zum Opfer; die meisten Teile der Verfassung blieben auch nach der Revision von 1850 erhalten. Das Fazit, das aus der Verfassung von 1848 gezogen werden kann, gilt wohl auch für die folgenden Jahre.
Die preußische Verfassung von 1848 war, trotz eines Oktroys an Stelle der versprochenen Vereinbarung mit einer verfassunggebenden Nationalversammlung, in der Lage, die gemäßigten Liberalen im Staat zufriedenzustellen. Vor allem lag das an dem im vorherigen Text herausgearbeiteten, progressiven Elementen der Verfassung, genannt seien der große Grundrechte-Katalog, die Einführung von Schwurgerichten sowie grundsätzlich die Einführung einer Verfassung, die Rechtssicherheit und Kontrolle des Monarchen sicherstellt. Weder die Akzeptanz der Verfassung noch die Reformen dürfen aber darüber hinwegtäuschen, dass weiterhin deutliche Einschränkungen hin zu einer demokratischen Staatsordnung bestehen. Die Gesetzesentscheidungskompetenz der Kammern und die meisten Grundrechte dürfen im Falle eines Kriegs oder Aufruhrs außer Kraft gesetzt werden, auch ein absolutes Veto des Königs bleibt erhalten. Eine Gewaltenteilung ist nur sehr eingeschränkt vorhanden, es besteht Zensuswahl, die Rechtsprechung kann vom Monarchen umgangen werden und das Militär muss als Staat im Staate bezeichnet werden. Diese Kritikpunkte an der Verfassung müssen aber auch vor dem Hintergrund der politischen und gesellschaftlichen Situation nach der Märzrevolution betrachtet werden, und so ist es durchaus verständlich, dass für viele Bürger eine „halbliberale“ Verfassung dem weiteren Ausnahmezustand durch Revolution vorzuziehen war.
Die neue (revidierte) Verfassung für Preußen trat am 31. Januar 1850 in Kraft. In ihr wurde das Dreiklassenwahlrecht endgültig verankert. Ein in der Verfassung vorgesehenes Wahlgesetz kam bis 1918 nicht zustande. Diese Verfassung hatte bis 1918 Bestand. Mit der Novemberrevolution von 1918 trat sie außer Kraft und wurde erst 1920 durch die neue (demokratische) Verfassung des Freistaates Preußen ersetzt.